# Metropolia di Berat

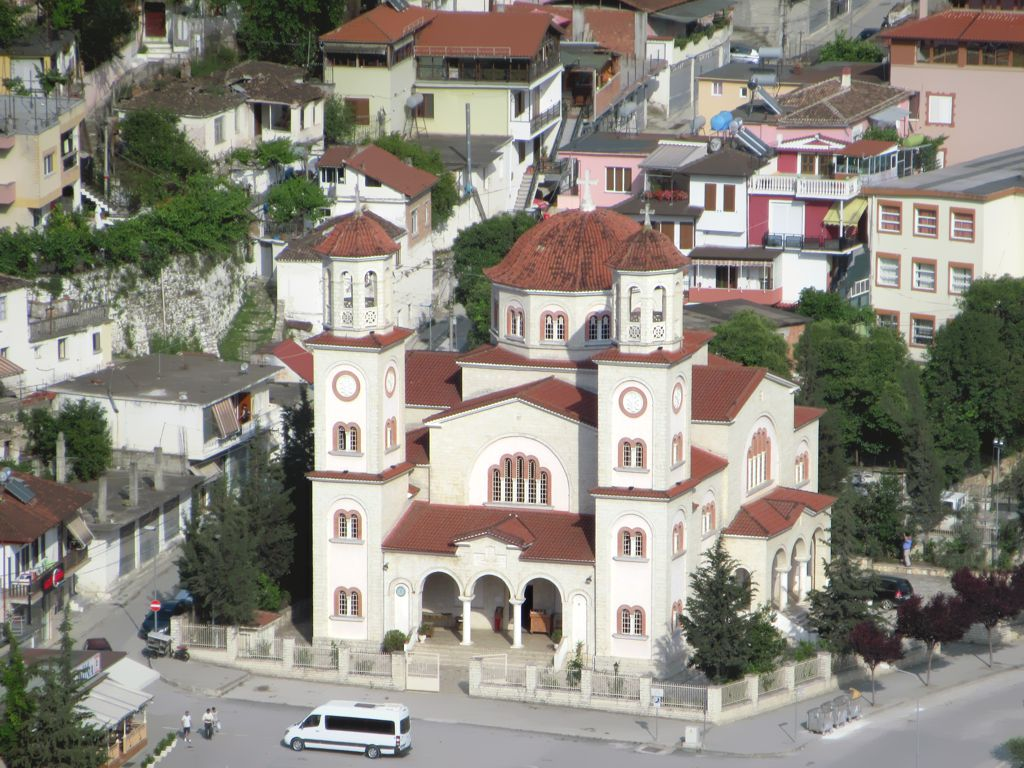
La cattedrale di San Demetrio a Berat.

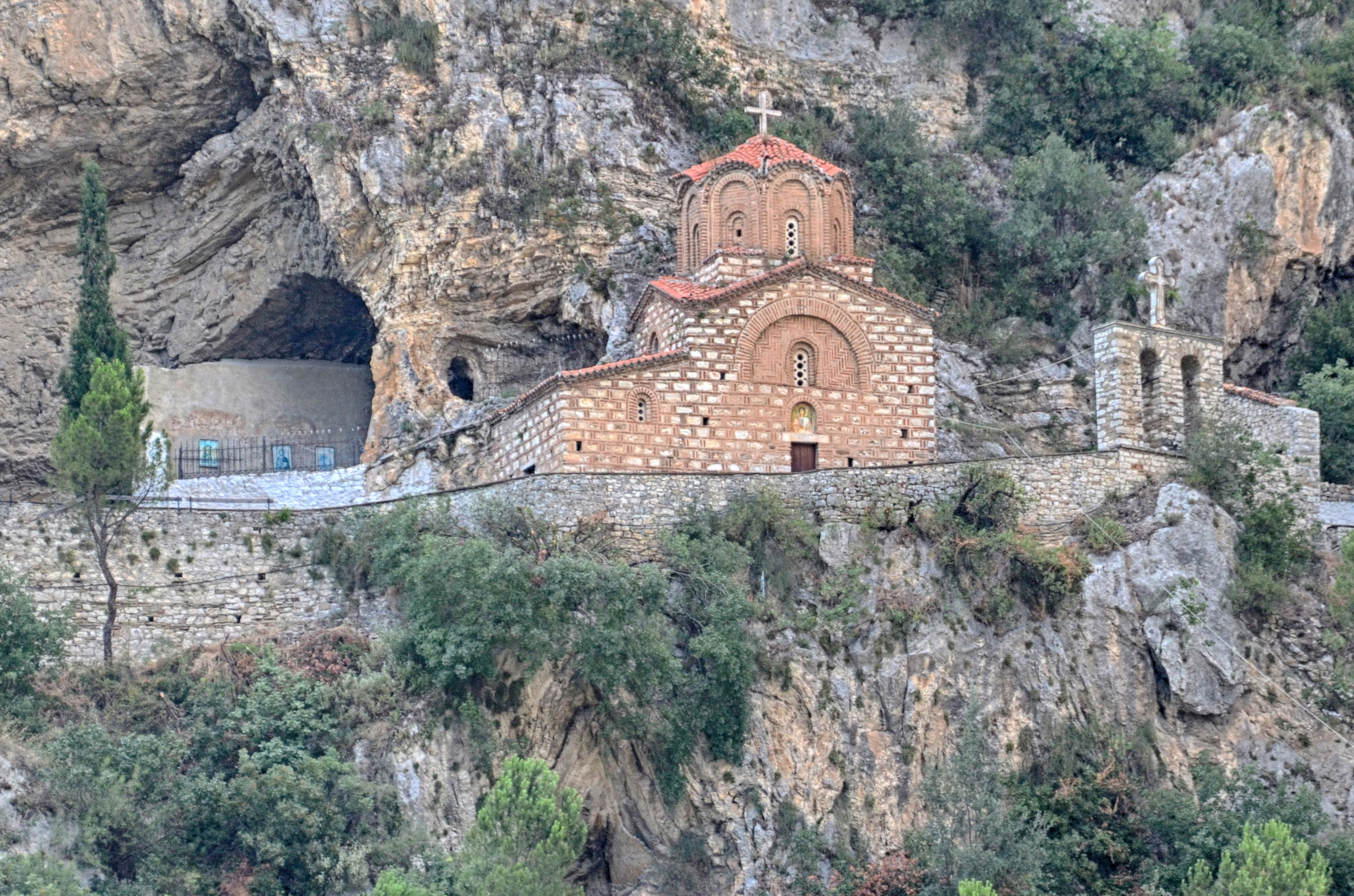
La chiesa di San Michele.

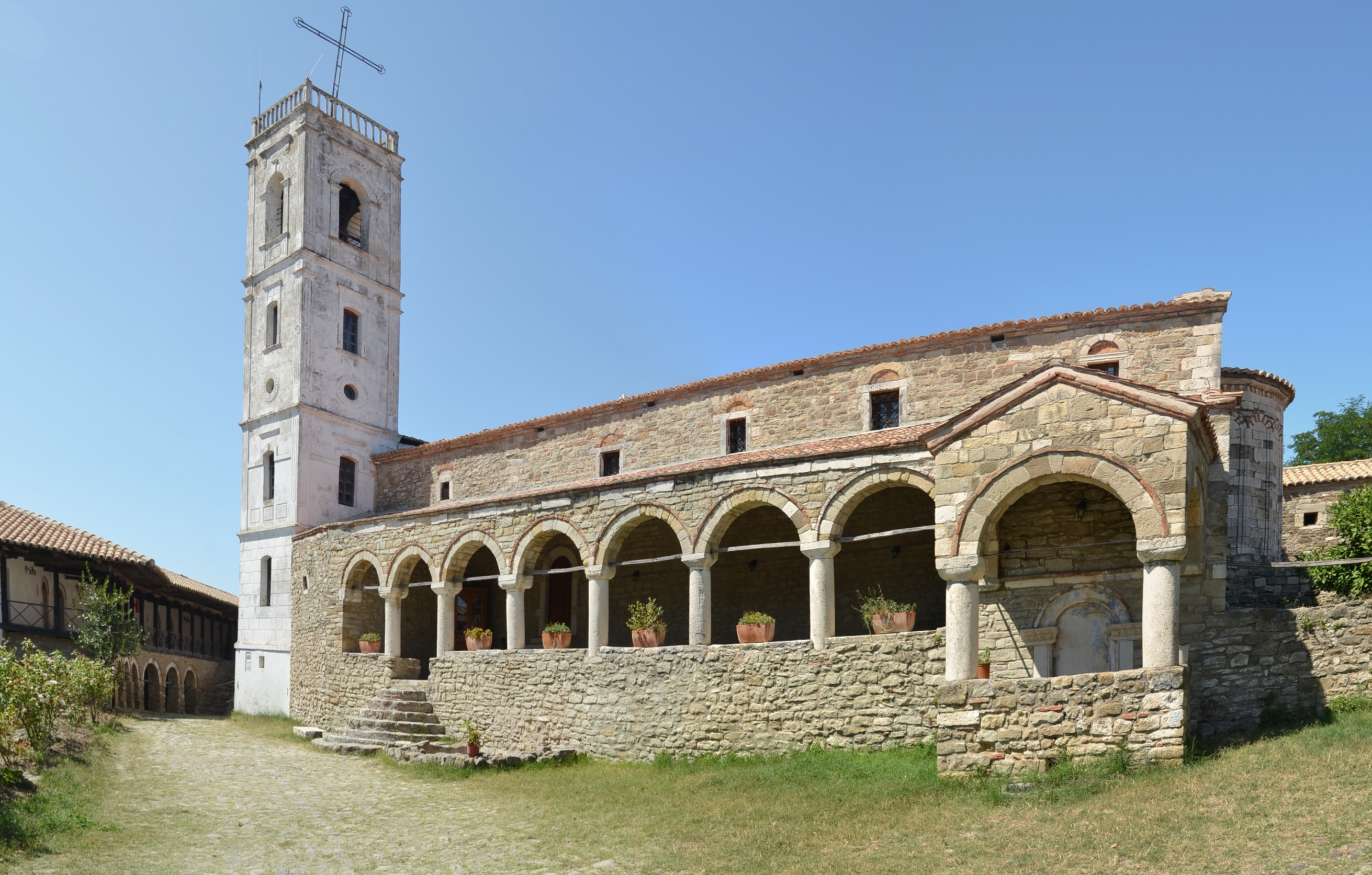
Il monastero di Ardenica.

La metropolia di Berat (in albanese: Mitropolia e Shenjtë e Beratit) è una delle sei circoscrizioni ecclesiastiche che costituiscono la Chiesa ortodossa albanese.
Dal 14 novembre 2024 il metropolita è Asti Bakallbashi, che porta i titoli di "metropolita di Berat, Valona e Canina".

## Territorio
La metropolia si estende su parte delle prefetture di Fier, Berat e Valona. Tra le città comprese nella metropolia ci sono Berat, Lushnjë, Valona e Mallakastër.
Sede metropolitana è la città di Berat, dove si trova la cattedrale di San Demetrio.

## Storia
In epoca bizantina, la città di Berat era nota con il nome di Pulcheriopoli, ed era sede di una diocesi, documentata, con il nome di Polycheiropolis, in una Notitia Episcopatuum del patriarcato di Costantinopoli, datata al X secolo, tra le suffraganee dell'arcidiocesi di Durazzo. Di quest'epoca non è noto alcune vescovo che si possa attribuire con certezza a questa antica diocesi.
All'epoca di Simeone I il Grande († 927), la regione fu conquistata dai Bulgari; da questo momento la città di Pulcheriopoli assunse il nome slavo di Belograda o Belograd Quando, nel 1018, i Bulgari furono sconfitti e il loro impero definitivamente annesso all'impero bizantino, tutte le sedi episcopali furono incluse nel patriarcato di Costantinopoli, pur godendo di una certa autonomia, riconosciuta e garantita dall'imperatore Basilio II Bulgaroctono con un decreto del 1020, che sottomise all'arcivescovado di Ocrida tutte le diocesi che erano incluse nell'ex impero bulgaro. Nel decreto imperiale appare anche la sede di Belegrada, ma resta incerta l'identificazione di questa località con l'antica Pucheriopoli o con la città serba. La sede albanese è in ogni caso documentata nelle Notitiae Episcopatuum dell'arcivescovado di Ocrida a partire dal XII secolo. Stiernon ipotizza che Belograda sia diventata sede di un nuovo episcopato solo in seguito alla fondazione del despotato d'Epiro (1204).
Incerta è la lista episcopale di Belograda. Solo a partire dal XIV secolo si hanno notizie di vescovi di questa diocesi, unita a quella di Glavinizza. Con il doppio titolo di "vescovi di Glavinizza e Belograda" sono noti tre vescovi: Callisto, il cui nome è trasmesso da un'iscrizione del 1373; un anonimo, menzionato in un'altra iscrizione del 1376 (probabilmente si tratta dello stesso Callisto); e Teodoro, documentato nel 1438 in un documento coevo di donazione. Con il vescovo Gregorio, documentato in un atto di donazione nel 1457, scompare il doppio titolo e rimane solo quello di Belograda.
A partire dal XVI secolo, le Notitiae episcopatuum di Ocrida documentano l'elevazione della diocesi di Belograda al rango di metropolia. In una lista di vescovati trasmessa da Crisanto di Gerusalemme († 1731), Belograda occupa il 5º posto tra le metropolie dell'arcivscovado di Ocrida e le sono attribuite 4 suffraganee: Spathia, Mousakia, Aulona e Canina. Queste diocesi tuttavia erano già probabilmente tutte soppresse e il loro territorio unito a quello di Belograda; saltuariamente infatti i metropoliti di Belograda aggiungevano al proprio titolo quelli di Aulona e di Canina.
Nel gennaio 1767 l'arcivescovado di Ocrida fu soppresso dal sultano di Costantinopoli, con l'approvazione del patriarca di Costantinopoli. Nel sinodo convocato nella capitale ottomana per sancire questa soppressione, il metropolita Ioasaf di Belograda (Belegradi episcopi) non era presente, ma dette mandato al vescovo Anania di Tiberiopoli (Strumica) di dare il suo accordo per abolire l'autocefalia dell'arcivescovado di Ocrida.
In seguito alla prima guerra balcanica (ottobre 1912 - maggio 1913), il 28 novembre 1912 l'Albania proclamò la propria indipendenza. Da questo momento sorse un movimento che mirava a riconoscere l'autonomia della Chiesa ortodossa albanese da quella di Costantinopoli. Nell'autunno del 1922 i fedeli di Belograda/Berat costrinsero il metropolita, il greco Gioacchino, a lasciare per sempre la città e a rifugiarsi in Grecia. Nel settembre dello stesso anno a Berat si riunì un congresso nazionale ortodosso che proclamò l'autocefalia della Chiesa ortodossa albanese, ratificata ufficialmente dal patriarcato di Costantinopoli solamente il 12 aprile 1937. Nel tomos patriarcale, la sede di Berat è ufficialmente riconosciuta con i titoli di "Berat, Aulona e Canina".
L'instaurarsi del regime comunista in Albania al termine della seconda guerra mondiale portò ad una dura persecuzione religiosa, soprattutto dopo il 1967, quando Enver Hoxha proclamò che l'Albania era e sarebbe stata uno Stato completamente ateo. La sede di Berat rimase vacante dal 1954 al 1992.
Solo con la fine della Repubblica Popolare Socialista d'Albania poté essere riorganizzata la gerarchia ortodossa albanese. Il 24 giugno 1992, dopo 38 anni, Berat poté avere un nuovo vescovo, nella persona di Ignazio Triantis. Tuttavia, essendo di nazionalità greca, poté essere intronizzato solo il 18 luglio 1998, una volta appianate tutte le difficoltà poste dal governo di Tirana.
Il 7 aprile 2016 la metropolia di Berat ha ceduto una porzione di territorio a vantaggio dell'erezione della metropolia di Apollonia e Fier.

## Cronotassi

### Prelati del patriarcato di Costantinopoli
- Anonimo ? † (menzionato nel 1020)[19]
- Anonimo ? † (menzionato nel 1092/93)[20]
- Gregorio † (menzionato tra il 1457 e il 1462)
- Cirillo † (menzionato nel 1532)
- Gregorio † (menzionato nel 1550)
- Filareto †
- Serafino †
- Partenio † (prima del 1624 - dopo il 1631)
- Daniele † (12 gennaio 1659 - ?)
- Matteo †
- Melezio †
- Nettario † (menzionato nel 1668)
- Leonzio †
- Partenio † (menzionato il 1º aprile 1683)
- Ignazio † (prima del 1º giugno 1683 - dopo gennaio 1689)
- Partenio † (? - prima di luglio 1690 dimesso)
- Ignazio † (luglio 1690 - 13 agosto 1693 eletto arcivescovo di Ocrida)
- Eutimio †
- Ignazio † (? - 19 gennaio 1699 deposto) (per la seconda volta)
- Dionisio † (gennaio 1699 - ?)
- Nettario † (menzionato nel mese di agosto 1699)
- Dionisio † (menzionato nel 1710)
- Teodosio † (menzionato nel 1715 e nel 1716)
- Niceforo † (prima di luglio 1718 - dopo gennaio 1725)
- Cosma † (prima di novembre 1727 - dopo il 1734)
- Metodio † (prima di maggio 1739 - circa inizio del 1752 deceduto)
- Ioasaf I † (1º aprile 1752 - maggio o giugno 1759 deceduto)
- Ioasaf II † (giugno 1759 - 1763 dimesso)
- Partenio † (1763 - settembre 1765 dimesso)
- Ioasaf II † (settembre 1765 - dopo giugno 1767) (per la seconda volta)
- Gioannizio † (? - prima del 20 gennaio 1769 deceduto)
- Gerasimo † (20 gennaio 1769 - ?)
- Ioasaf III † (prima di settembre 1772 - 1798 o 1802 deposto)
- Ioasaf IV † (ottobre 1802 - prima del 26 febbraio 1855 deceduto)
- Antimo Alexoudis † (26 febbraio 1855 - 22 luglio 1887 eletto metropolita di Amasea)
- Doroteo Cristidis † (22 luglio 1887 - febbraio 1900 eletto metropolita di Bizia e Medea)
- Basilio Papachristou † (12 febbraio 1900 - 27 agosto 1909 eletto metropolita di Dryinoupolis)
- Callisto Delikanis † (3 settembre 1909 - 4 luglio 1911 eletto metropolita di Veria e Naoussa)
- Gioacchino Martiniano † (4 luglio 1911 - 9 ottobre 1924 eletto metropolita di Paramythia)

### Prelati della Chiesa ortodossa albanese
- Cristoforo Kissi † (gennaio 1924 - ottobre 1934 eletto metropolita di Coriza)
- Agatangelo (o Atanasio) Tsamitsis † (circa 1934/1936 - 1949 esiliato)
- Bessarione Dzobani † (1949 - luglio-agosto 1954 deposto)
  - Sede vacante
- Ignazio Triantis † (24 luglio 1996 - 20 luglio 2024 deceduto)
- Asti Bakallbashi, dal 14 novembre 2024